# Lamiales
A ordem das Lamiales é um grupo taxonómico do grupo das asterídeas, dicotiledóneas.  O nome Scrophulariales tem também sido utilizado para identificar o mesmo grupo. Já que a família das Lamiaceae e a família das Scrophulariaceae estão na mesma ordem de acordo com a taxonomia cladística, ambos os nomes podem ser utilizados.  Contudo, na nomenclatura cladística, o clado Lamióide é mais basal que o clado Escrofularióide, de modo que os novos taxonomistas preferem o nome Lamiales para esta ordem.
De acordo com o sistema de classificação de Cronquist, as Lamiales incluíam as Lamiaceae, Verbenaceae, Boraginaceae, e Lennoaceae. Outras famílias, listadas a seguir, pertenciam à ordem das Scrophulariales.
As espécies da ordem das Lamiales apresentam, geralmente, as seguintes características:
- As flores apresentam simetria bilateral, com uma corola bilabiada.
- Cinco pétalas
- Ovário superior, composto por dois carpelos unidos.

## Posicionamento
- clado das asterídeas (em inglês, "asterids")
  - ordem Cornales
  - ordem Ericales
  - clado das lamiídeas ou euasterídeas I (em inglês, "euasterids I" ou "lamiids")
    - família Boraginaceae -- colocada sem ordem
    - família Icacinaceae -- colocada sem ordem
    - família Metteniusaceae -- colocada sem ordem
    - família Oncothecaceae -- colocada sem ordem
    - família Vahliaceae -- colocada sem ordem
    - ordem Garryales
    - ordem Gentianales
    - ordem Lamiales
    -  ordem Solanales

  -  clado das campanulídeas ou euasterídeas II (em inglês, "euasterids II" ou "campanulids")
    - ordem Apiales
    - ordem Aquifoliales
    - ordem Asterales
    - ordem Bruniales
    - ordem Dipsacales
    - ordem Escalloniales
    -  ordem Paracryphiales

## Famílias
A ordem é composta por cerca de 1 059 gêneros, 23 275 espécies, divididas em 22 famílias:
- Acanthaceae (família do acanto)
- Bignoniaceae (família do ipê)
- Byblidaceae
- Calceolariaceae
- Carlemanniaceae
- Gesneriaceae
- Lamiaceae (família da hortelã e do alecrim)
- Lentibulariaceae
- Linderniaceae
- Martyniaceae
- Oleaceae (família das oliveiras)
- Orobanchaceae
- Paulowniaceae
- Pedaliacae
- Phrymaceae
- Plantaginaceae (inclui as antigas Globulariaceae)
- Plocospermataceae
- Schlegeliaceae
- Scrophulariaceae (família da escrofulária)
- Stilbaceae
- Tetrachondraceae
- Verbenaceae (família da verbena)